# Cửa khẩu biên giới Ba Lan
Các cửa khẩu biên giới Ba Lan là điểm giao thông xe cá nhân và vận chuyển hàng hóa giữa Ba Lan và các quốc gia lân cận nằm ở biên giới tiểu bang, cũng như các cửa khẩu biên giới trên biển và trên không, giữa Ba Lan và nước ngoài.
Tính đến ngày 1 tháng 1 năm 2009, có 16 điểm giao cắt đường bộ ở Ba Lan, 14 đường sắt, 1 sông, 18 hàng hải và 20 đường hàng không .

## Ba Lan-Ukraine

### Đường
- Dorohusk-Jahodyn (xe cá nhân và thương mại)
- Hrebenne-Rawa Ruska (xe cá nhân và vận chuyển hàng hóa)
- Xe khách Budomierz-Hruszów (xe cá nhân và thương mại), xe tải có tải trọng 3,5 tấn, xe buýt
- Korczowa-Krakowiec (xe cá nhân và vận chuyển hàng hóa)
- Krościenko-Smolnica (xe cá nhân và thương mại) - xe máy, xe khách, xe có tổng trọng lượng lên tới 7,5 tấn
- Medyka-Szeginie (xe cá nhân và hàng hóa) - người đi bộ, người đi xe đạp, xe máy, ô tô, xe tải, xe buýt
- Zosin-Uściług (xe cá nhân)
- Dołhobyczów-Uhrynów (xe cá nhân)

### Đường sắt
- Dorohusk-Jahodyn (xe cá nhân và thương mại)
- Hrebenne-Rawa Ruska (xe cá nhân)
- Hrubieszów-Włodzimierz Wołyński (xe cá nhân và hàng hóa)
- Krościenko-Chyrów (xe cá nhân)
- Przemyśl-Mosciska (xe cá nhân và vận chuyển hàng hóa)
- Werchrata-Rawa Ruska (vận chuyển hàng hóa)

### Trong kế hoạch
- Malaysia
- Bystre-Mszaniec (ngày bắt đầu chưa xác định)
- Smolnik-Boberka (ngày bắt đầu chưa xác định)
- Budynin-Bełz (ngày bắt đầu chưa xác định)
- Kryłów-Krecziw (ngày bắt đầu chưa xác định)
- Wołosate-Łubnia (ngày bắt đầu chưa xác định)

## Ba Lan-Belarus

### Đường
- Białowieża-Piererow (xe cá nhân vào ban ngày) - người đi bộ, người đi xe đạp
- Bobrowniki-Brzostowica (xe cá nhân và vận chuyển hàng hóa)
- Kukuryki-Kozłowicze (hàng hóa)
- Kuźnica-Bruzgi (ô tô và hàng hóa) - người đi bộ, xe khách, xe tải
- Połowce-Pieszczatka (xe cá nhân, chỉ dành cho công dân Ba Lan và Belarus) - xe khách, người đi bộ (từ 2015)
- Sławatycze-Domaczewo (xe cá nhân và thương mại với tổng trọng lượng lên tới 3,5 tấn)
- Terespol-Brest (xe cá nhân và hàng hóa, xe có tổng trọng lượng lên tới 3,5 tấn)

### Đường sắt
- Czeremcha-Wysokolitowsk (xe cá nhân và vận chuyển hàng hóa)
- Kuźnica-Grodno (xe cá nhân và vận chuyển hàng hóa)
- Siemianówka-Svislż (vận chuyển hàng hóa)
- Terespol-Brest (xe cá nhân và thương mại)
- Zubki-Bierestowica (vận chuyển hàng hóa)

### Đường thủy
- Rudawka-Lesnaja (khách du lịch - chèo thuyền, từ 1.05 đến 1.10 từ 7.00-19.00)

### Trong kế hoạch
- Lipszczany-Sofijewo (đường, theo kế hoạch)
- Chworościany-Dubnica (đường, theo kế hoạch)
- Włodawa-Tomaszówka (đường, theo kế hoạch)

## Ba Lan-Nga

### Đường
- Bezledy-Bagrationowsk (xe cá nhân và vận chuyển hàng hóa)
- Gołdap-Gusev (xe cá nhân và hàng hóa cho xe lên tới 7,5 tấn)
- Gronowo-Mamonowo (xe cá nhân cho công dân của tất cả các quốc gia và hàng hóa cho công dân Ba Lan và Nga cho các phương tiện lên đến 6 tấn)
- Gr Dixotki-Mamonowo (xe cá nhân và hàng hóa)

### Đường sắt
- Braniewo-Mamonowo (xe cá nhân và thương mại)
- Głomno-Bagrationowsk (vận chuyển hàng hóa)
- Skandawa-Żeleznodorożnyj (vận chuyển hàng hóa)

### Trong kế hoạch
- Michałkowo-Zeleznodrozhniy
- Trân-Krylovo
- Sands-Baltiysk
- Rapa-Ozyorsk

## Cửa khẩu biên giới hàng hải

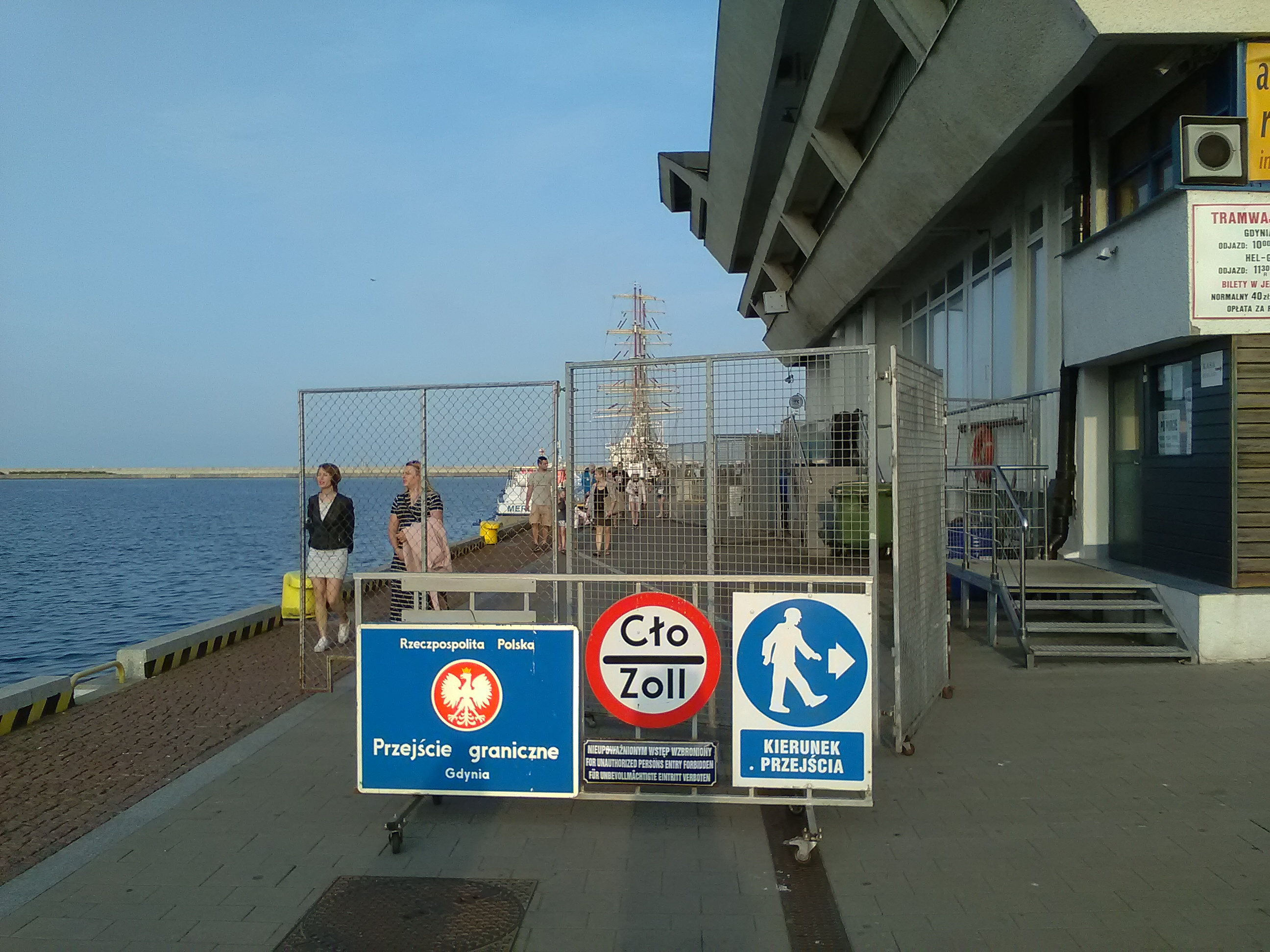
Cửa khẩu biên giới ở Gdynia.

- Świnoujście (xe cá nhân và vận chuyển hàng hóa)
- Trzebież (hành khách và vận chuyển hàng hóa)
- Warpno mới (xe cá nhân)
- Cảng Szczecin (hành khách và vận chuyển hàng hóa)
- Dziwnów (chỉ dành riêng cho thể thao và hàng hóa bơi cho ngư dân Ba Lan)
- Mrzeżyno (chỉ dành cho nghề cá Ba Lan)
- Kołobrzeg (xe cá nhân và vận chuyển hàng hóa)
- Darłowo (hành khách và vận chuyển hàng hóa)
- Ustka (hành khách và vận chuyển hàng hóa)
- Łeba (chỉ dành riêng cho thể thao và hàng hóa bơi cho ngư dân Ba Lan)
- Władysławowo (xe cá nhân và vận chuyển hàng hóa)
- Jastarnia (xe cá nhân chỉ dành cho thể thao và hàng hóa chỉ bơi cho ngư dân Ba Lan)
- Hel (xe cá nhân và vận chuyển hàng hóa)
- Gdynia (xe cá nhân và vận chuyển hàng hóa)
- Cảng Gdansk (xe cá nhân và vận chuyển hàng hóa)
- Gdańsk-Górki Zachodnie (xe cá nhân chỉ dành cho thể thao và hàng hóa chỉ bơi cho ngư dân Ba Lan)
- Elbląg (xe cá nhân và vận chuyển hàng hóa)
- Frombork (xe cá nhân và vận chuyển hàng hóa)

## Cửa khẩu biên giới hàng không
Xe cá nhân và vận chuyển hàng hóa:
- Bydgoszcz Szwederowo
- Gdańsk-Rebiechowo
- Pyrzowice
- Kielce Maslow
- Krakow-Balice
- Thuyền-Lublinek
- Poznan-Lawica
- Rzeszow Jasionka
- Szczecin Goleniow
- Warsaw-Okecie
- Wroclaw Copernicus
- Zielona Góra-Babimost

Chỉ xe cá nhân:
- Biała Podlaska (xe cá nhân)
- Jelenia Góra (xe cá nhân)
- Lubin (xe cá nhân)
- Mielec (xe cá nhân)
- Szymany k. Szczytno (xe cá nhân)
- Świdnik (xe cá nhân)
- Warsaw-Modlin (xe cá nhân)
- Radom-Sadków (xe cá nhân)
- Warsaw-Babice (xe cá nhân)
- Zielona Góra-Przylep (xe cá nhân) [2]